# Championnat de France de rugby à XV de 2e division 2023-2024
‌
Navigation
Pro D2 2022-2023 Pro D2 2024-2025
La saison 2023-2024 de Pro D2 est la 24e édition du championnat de France professionnel de rugby à XV de 2e division. Elle oppose les 16 meilleures équipes professionnelles françaises de rugby après celles de Top 14. La saison débute le 19 août 2023 et se termine le 7 juin 2024 lors de la finale pour le titre de champion de France de deuxième division.
Oyonnax Rugby est champion en titre après sa victoire contre le FC Grenoble en finale lors de la saison précédente. Seule la première équipe évolue pour cette saison en Top 14, après la défaite en barrage de la seconde contre l'USA Perpignan et la relégation en Pro D2 du CA Brive. Le Valence Romans Drôme Rugby, champion de Nationale, ainsi que l'US Dax, finaliste, sont les promus en Pro D2 pour cette saison.

## Règlement
Seize équipes participent au championnat de Pro D2. Comme en Top 14, les équipes qui terminent entre la 3e et la 6e place disputent des barrages. Les vainqueurs accèdent aux demi-finales où ils retrouvent les deux premiers. Enfin, les deux vainqueurs des demi-finales se rencontrent sur terrain neutre pour la finale. Le vainqueur de cette finale accède au Top 14 tandis que le perdant accueille le 13e de Top 14 pour un ultime barrage pour la dernière place en élite.
L'équipe classée 16e est reléguée en division inférieure sauf en cas de relégation financière d'un des participants du championnat ou de refus d'accession à un promu. Celle classée à la 15e place dispute un barrage contre le perdant de la finale de Nationale.

## Participants
| \| SU Agen Stade aurillacois AS Béziers Biarritz olympique CA Brive Colomiers Rugby US Dax FC Grenoble Provence Rugby US Montauban Stade montois USON Nevers Rouen NR Soyaux Angoulême XV Valence Romans DR RC Vannes \| Localisation des clubs engagés en championnat. |
| SU Agen Stade aurillacois AS Béziers Biarritz olympique CA Brive Colomiers Rugby US Dax FC Grenoble Provence Rugby US Montauban Stade montois USON Nevers Rouen NR Soyaux Angoulême XV Valence Romans DR RC Vannes                                                      |

| Club                | Budget prév. (M€) | Budget réel (M€) | Classement 2022-2023 | Entraîneur en chef      | Stade                                        | Capacité |
| ------------------- | ----------------- | ---------------- | -------------------- | ----------------------- | -------------------------------------------- | -------- |
| CA Brive            | 15                | 19,037           | 14e (Top 14)         | Patrice Collazo         | Stade Amédée-Domenech (Brive-la-Gaillarde)   | 14 759   |
| FC Grenoble         | 13                | 14,785           | 2e                   | Aubin Hueber            | Stade des Alpes (Grenoble)                   | 20 068   |
| Stade montois       | 8                 | 8,802            | 3e                   | Patrick Milhet          | Stade André-et-Guy-Boniface (Mont-de-Marsan) | 12 212   |
| USON Nevers         | 11                | 13,572           | 4e                   | Xavier Péméja           | Stade du Pré Fleuri (Sermoise-sur-Loire)     | 7 356    |
| RC Vannes           | 9,5               | 14,268           | 5e                   | Jean-Noël Spitzer       | Stade de la Rabine (Vannes)                  | 11 865   |
| SU Agen             | 11                | 13,948           | 6e                   | Bernard Goutta          | Stade Armandie (Agen)                        | 14 100   |
| Colomiers Rugby     | 7,8               | 9,290            | 7e                   | Julien Sarraute         | Stade Michel-Bendichou (Colomiers)           | 6 950    |
| Provence Rugby      | 11,5              | 15,264           | 8e                   | Mauricio Reggiardo      | Stade Maurice-David (Aix-en-Provence)        | 8 727    |
| AS Béziers          | 8,2               | 9,550            | 9e                   | Pierre Caillet          | Stade Raoul-Barrière (Béziers)               | 18 755   |
| Stade aurillacois   | 5,5               | 5,877            | 10e                  | Romeo Gontineac         | Stade Jean-Alric (Aurillac)                  | 7 946    |
| Biarritz olympique  | 5,2               | 12,162           | 11e                  | Matthew Clarkin         | Parc des sports d'Aguiléra (Biarritz)        | 13 341   |
| Rouen NR            | 7                 | 7,909            | 12e                  | Sébastien Tillous-Borde | Stade Robert-Diochon (Le Petit-Quevilly)     | 12 308   |
| US Montauban        | 7                 | 11,587           | 13e                  | Pierre-Philippe Lafond  | Stade Sapiac (Montauban)                     | 9 200    |
| Soyaux Angoulême XV | 7                 | 7,581            | 14e                  | Alexandre Ruiz          | Stade Chanzy (Angoulême)                     | 8 000    |
| US Dax              | 5,5               | 6,188            | 1er (Nationale)      | Jean-Frédéric Dubois    | Stade Maurice-Boyau (Dax)                    | 7 412    |
| Valence Romans DR   | 8                 | 8,538            | 2e (Nationale)       | Fabien Fortassin        | Stade Georges-Pompidou (Valence)             | 14 570   |

## Résumé des résultats

### Classement de la saison régulière
Le classement de la saison régulière est établi en fonction des points terrain auxquels sont ajoutés les points de bonus et retranchés, le cas échéant, les points de pénalisation.
Avant le début de la saison, le FC Grenoble écope de six points de pénalité en raison de problèmes financiers. La sanction est provisoirement suspendue du 11 au 22 septembre le temps de l'appel auprès du CNOSF. Celui-ci décide le 19 octobre de valider le retrait de six points au club grenoblois. Un nouveau retrait de six points est acté le 14 décembre au club isérois, pour un second motif financier. La sanction totale est réduite en appel le 31 janvier 2024, récupérant quatre points au classement.
| Rang | Club                | J  | V  | N | D  | Bo | Bd | Pm  | Pe  | Diff | Pts |
| ---- | ------------------- | -- | -- | - | -- | -- | -- | --- | --- | ---- | --- |
| 1    | Provence Rugby      | 30 | 20 | 2 | 8  | 8  | 3  | 803 | 632 | +171 | 95  |
| 2    | RC Vannes           | 30 | 17 | 2 | 11 | 10 | 7  | 777 | 508 | +269 | 89  |
| 3    | AS Béziers          | 30 | 17 | 1 | 12 | 6  | 4  | 789 | 715 | +74  | 80  |
| 4    | FC Grenoble         | 30 | 19 | 0 | 11 | 8  | 3  | 826 | 694 | +132 | 79¹ |
| 5    | US Dax P            | 30 | 17 | 1 | 12 | 5  | 2  | 626 | 683 | -57  | 77  |
| 6    | CA Brive R          | 30 | 16 | 1 | 13 | 8  | 2  | 689 | 583 | +106 | 76  |
| 7    | USO Nevers          | 30 | 15 | 0 | 15 | 6  | 9  | 682 | 610 | +72  | 75  |
| 8    | Stade montois       | 30 | 15 | 1 | 14 | 5  | 7  | 766 | 641 | +125 | 74  |
| 9    | Stade aurillacois   | 30 | 14 | 1 | 15 | 3  | 3  | 593 | 764 | -171 | 64  |
| 10   | Colomiers Rugby     | 30 | 13 | 1 | 16 | 4  | 6  | 661 | 657 | +4   | 64  |
| 11   | Valence Romans DR P | 30 | 13 | 0 | 17 | 5  | 5  | 623 | 640 | -17  | 62  |
| 12   | Soyaux Angoulême XV | 30 | 13 | 2 | 15 | 0  | 6  | 563 | 616 | -53  | 62  |
| 13   | SU Agen             | 30 | 13 | 1 | 16 | 2  | 5  | 597 | 732 | -135 | 61  |
| 14   | Biarritz olympique  | 30 | 11 | 0 | 19 | 4  | 5  | 618 | 811 | -193 | 53  |
| 15   | US Montauban        | 30 | 11 | 0 | 19 | 2  | 5  | 577 | 755 | -178 | 51  |
| 16   | Rouen NR            | 30 | 9  | 1 | 20 | 5  | 5  | 604 | 753 | -149 | 48  |

Phase finale, promotion en Top 14 2024-2025
- 1er et 2e : demi-finales
- 3e à 6e : barrages

Relégation en Nationale 2024-2025
- 15e : match d'accession
- 16e : relégation

Abréviations
- R : Relégué de Top 14
- P : Promu de Nationale

Attribution des points : victoire sur tapis vert : 5, victoire : 4, match nul : 2, défaite : 0, forfait : -2 ; plus les bonus (offensif : 3 essais de plus que l'adversaire ; défensif : défaite par 5 points d'écart ou moins; les deux bonus peuvent se cumuler).
Règles de classement : 1. points terrain (bonus compris) ; 2. points terrain obtenus dans les matchs entre équipes concernées ; 3. différence de points sur l'ensemble des matchs ; 4. différence de points dans les matchs entre équipes concernées ; 5. différence entre essais marqués et concédés dans les matchs entre équipes concernées ; 6. nombre de points marqués sur l'ensemble des matchs ; 7. différence entre essais marqués et concédés ; 8. nombre de forfaits n'ayant pas entraîné de forfait général ; 9. place la saison précédente.

## Résultats

### Tableau des résultats
L'équipe qui reçoit est indiquée dans la colonne de gauche.
| Résultats (▼dom., ►ext.) | AGE   | AUR   | BEZ   | BIA   | BRI   | COL   | DAX   | GRE   | MDM   | MON   | NEV   | PRO   | ROU   | SA    | VAL   | VAN   |
| SU Agen                  | —     | 23-21 | 29-24 | 26-30 | 32-29 | 22-3  | 7-3   | 40-3  | 20-17 | 10-12 | 40-30 | 31-17 | 24-23 | 12-23 | 24-18 | 27-22 |
| Stade aurillacois        | 24-10 | —     | 27-7  | 31-12 | 23-14 | 30-17 | 37-20 | 27-23 | 27-24 | 27-22 | 16-12 | 20-24 | 31-7  | 23-15 | 11-10 | 9-19  |
| AS Béziers               | 44-25 | 54-14 | —     | 35-31 | 34-15 | 26-22 | 40-14 | 48-3  | 25-20 | 43-13 | 20-16 | 17-18 | 22-21 | 20-19 | 56-24 | 20-20 |
| Biarritz olympique       | 29-9  | 29-18 | 17-20 | —     | 8-23  | 35-18 | 21-22 | 19-46 | 17-37 | 33-19 | 17-16 | 16-27 | 22-8  | 23-18 | 38-13 | 12-10 |
| CA Brive                 | 29-3  | 45-13 | 35-5  | 34-10 | —     | 35-23 | 15-12 | 38-26 | 23-16 | 38-13 | 13-16 | 17-6  | 21-3  | 10-16 | 29-3  | 13-11 |
| Colomiers Rugby          | 22-18 | 27-22 | 19-23 | 51-14 | 15-9  | —     | 30-17 | 27-19 | 22-15 | 24-20 | 28-8  | 19-19 | 38-10 | 28-17 | 14-23 | 15-10 |
| US Dax                   | 30-16 | 19-13 | 57-20 | 23-13 | 27-10 | 25-6  | —     | 28-23 | 26-22 | 7-0   | 24-17 | 16-44 | 29-16 | 25-5  | 18-16 | 22-34 |
| FC Grenoble              | 24-19 | 55-10 | 34-19 | 40-22 | 40-29 | 29-10 | 24-27 | —     | 30-25 | 37-16 | 27-37 | 45-10 | 43-16 | 21-18 | 35-19 | 15-12 |
| Stade montois            | 46-13 | 34-9  | 38-24 | 38-7  | 22-22 | 25-20 | 13-18 | 39-19 | —     | 30-13 | 27-17 | 20-18 | 38-31 | 52-7  | 12-7  | 13-22 |
| US Montauban             | 26-27 | 42-8  | 34-37 | 32-21 | 34-28 | 13-37 | 29-33 | 11-28 | 26-24 | —     | 17-16 | 25-10 | 23-16 | 16-14 | 20-3  | 26-36 |
| USON Nevers              | 24-19 | 38-6  | 25-22 | 29-27 | 36-18 | 34-15 | 35-23 | 19-22 | 25-16 | 22-9  | —     | 27-22 | 16-12 | 15-16 | 35-5  | 25-3  |
| Provence Rugby           | 44-9  | 19-19 | 20-17 | 29-21 | 30-24 | 27-18 | 54-26 | 44-20 | 46-22 | 29-12 | 37-34 | —     | 45-24 | 21-18 | 43-8  | 16-13 |
| Rouen NR                 | 24-24 | 38-13 | 20-14 | 13-46 | 18-25 | 37-24 | 36-3  | 10-29 | 20-21 | 29-10 | 37-7  | 29-28 | —     | 41-18 | 22-19 | 9-14  |
| Soyaux Angoulême XV      | 16-7  | 32-17 | 30-16 | 29-24 | 22-12 | 20-16 | 15-15 | 15-28 | 18-28 | 26-31 | 27-23 | 33-15 | 20-13 | —     | 18-8  | 22-22 |
| Valence Romans DR        | 38-21 | 36-41 | 10-20 | 55-0  | 45-10 | 26-22 | 30-7  | 30-21 | 38-17 | 21-13 | 15-13 | 15-24 | 34-7  | 6-0   | —     | 24-10 |
| RC Vannes                | 47-10 | 40-6  | 45-17 | 42-7  | 21-26 | 34-31 | 42-10 | 10-17 | 31-15 | 41-0  | 30-20 | 17-27 | 52-14 | 28-16 | 39-24 | —     |

- Victoire à domicile
- Match nul
- Victoire à l'extérieur

### Détails des résultats
Les points marqués par chaque équipe sont inscrits dans les colonnes centrales (3-4) alors que les essais marqués sont donnés dans les colonnes latérales (1-6). Les points de bonus sont symbolisés par une bordure bleue pour les bonus offensifs (trois essais de plus que l'adversaire), orange pour les bonus défensifs (défaite par moins de sept points d'écart), rouge si les deux bonus sont cumulés.

## Phase finale
Le stade Ernest-Wallon de Toulouse est choisi pour accueillir la finale de Pro D2 pendant quatre saisons, de 2024 à 2027.

### Tableau final
|  | Barrages | Barrages       | Barrages                                    | Barrages    |                                                |             | Demi-finales                                          | Demi-finales                                          | Demi-finales                                          | Demi-finales                                          |  |  | Finale                                         | Finale                                         | Finale                                         | Finale                                         |
|  |          |                |                                             |             |                                                |             |                                                       |                                                       |                                                       |                                                       |  |  |                                                |                                                |                                                |                                                |
|  |          |                |                                             |             |                                                |             | 30 mai 2024 à Aix-en-Provence, au stade Maurice-David | 30 mai 2024 à Aix-en-Provence, au stade Maurice-David | 30 mai 2024 à Aix-en-Provence, au stade Maurice-David | 30 mai 2024 à Aix-en-Provence, au stade Maurice-David |  |  | 8 juin 2024 à Toulouse, au stade Ernest-Wallon | 8 juin 2024 à Toulouse, au stade Ernest-Wallon | 8 juin 2024 à Toulouse, au stade Ernest-Wallon | 8 juin 2024 à Toulouse, au stade Ernest-Wallon |
|  |          |                |                                             |             |                                                |             | 30 mai 2024 à Aix-en-Provence, au stade Maurice-David | 30 mai 2024 à Aix-en-Provence, au stade Maurice-David | 30 mai 2024 à Aix-en-Provence, au stade Maurice-David | 30 mai 2024 à Aix-en-Provence, au stade Maurice-David |  |  | 8 juin 2024 à Toulouse, au stade Ernest-Wallon | 8 juin 2024 à Toulouse, au stade Ernest-Wallon | 8 juin 2024 à Toulouse, au stade Ernest-Wallon | 8 juin 2024 à Toulouse, au stade Ernest-Wallon |
|  |          |                |                                             |             |                                                |             | 30 mai 2024 à Aix-en-Provence, au stade Maurice-David | 30 mai 2024 à Aix-en-Provence, au stade Maurice-David | 30 mai 2024 à Aix-en-Provence, au stade Maurice-David | 30 mai 2024 à Aix-en-Provence, au stade Maurice-David |  |  | 8 juin 2024 à Toulouse, au stade Ernest-Wallon | 8 juin 2024 à Toulouse, au stade Ernest-Wallon | 8 juin 2024 à Toulouse, au stade Ernest-Wallon | 8 juin 2024 à Toulouse, au stade Ernest-Wallon |
|  |          |                |                                             |             |                                                |             | 30 mai 2024 à Aix-en-Provence, au stade Maurice-David | 30 mai 2024 à Aix-en-Provence, au stade Maurice-David | 30 mai 2024 à Aix-en-Provence, au stade Maurice-David | 30 mai 2024 à Aix-en-Provence, au stade Maurice-David |  |  | 8 juin 2024 à Toulouse, au stade Ernest-Wallon | 8 juin 2024 à Toulouse, au stade Ernest-Wallon | 8 juin 2024 à Toulouse, au stade Ernest-Wallon | 8 juin 2024 à Toulouse, au stade Ernest-Wallon |
|  |          |                |                                             |             |                                                |             | 30 mai 2024 à Aix-en-Provence, au stade Maurice-David | 30 mai 2024 à Aix-en-Provence, au stade Maurice-David | 30 mai 2024 à Aix-en-Provence, au stade Maurice-David | 30 mai 2024 à Aix-en-Provence, au stade Maurice-David |  |  | 8 juin 2024 à Toulouse, au stade Ernest-Wallon | 8 juin 2024 à Toulouse, au stade Ernest-Wallon | 8 juin 2024 à Toulouse, au stade Ernest-Wallon | 8 juin 2024 à Toulouse, au stade Ernest-Wallon |
|  | 1        | Provence Rugby | 22                                          | 22          |                                                |             |                                                       |                                                       |                                                       |                                                       |  |  | 8 juin 2024 à Toulouse, au stade Ernest-Wallon | 8 juin 2024 à Toulouse, au stade Ernest-Wallon | 8 juin 2024 à Toulouse, au stade Ernest-Wallon | 8 juin 2024 à Toulouse, au stade Ernest-Wallon |
|  | 1        | Provence Rugby | 22                                          | 22          | 23 mai 2024 à Grenoble, au stade des Alpes     |             |                                                       |                                                       |                                                       |                                                       |  |  | 8 juin 2024 à Toulouse, au stade Ernest-Wallon | 8 juin 2024 à Toulouse, au stade Ernest-Wallon | 8 juin 2024 à Toulouse, au stade Ernest-Wallon | 8 juin 2024 à Toulouse, au stade Ernest-Wallon |
|  |          |                | 4                                           | FC Grenoble | 23                                             | 23          |                                                       |                                                       |                                                       |                                                       |  |  | 8 juin 2024 à Toulouse, au stade Ernest-Wallon | 8 juin 2024 à Toulouse, au stade Ernest-Wallon | 8 juin 2024 à Toulouse, au stade Ernest-Wallon | 8 juin 2024 à Toulouse, au stade Ernest-Wallon |
|  | 4        | FC Grenoble    | 4                                           | FC Grenoble | 23                                             | 23          | 58                                                    | 58                                                    |                                                       |                                                       |  |  | 8 juin 2024 à Toulouse, au stade Ernest-Wallon | 8 juin 2024 à Toulouse, au stade Ernest-Wallon | 8 juin 2024 à Toulouse, au stade Ernest-Wallon | 8 juin 2024 à Toulouse, au stade Ernest-Wallon |
|  | 4        | FC Grenoble    | 31 mai 2024 à Vannes, au stade de la Rabine |             |                                                |             | 58                                                    | 58                                                    |                                                       |                                                       |  |  | 8 juin 2024 à Toulouse, au stade Ernest-Wallon | 8 juin 2024 à Toulouse, au stade Ernest-Wallon | 8 juin 2024 à Toulouse, au stade Ernest-Wallon | 8 juin 2024 à Toulouse, au stade Ernest-Wallon |
|  | 5        | US Dax         | 10                                          | 10          |                                                |             |                                                       |                                                       |                                                       |                                                       |  |  | 8 juin 2024 à Toulouse, au stade Ernest-Wallon | 8 juin 2024 à Toulouse, au stade Ernest-Wallon | 8 juin 2024 à Toulouse, au stade Ernest-Wallon | 8 juin 2024 à Toulouse, au stade Ernest-Wallon |
|  | 5        | US Dax         | 10                                          | 10          | FC Grenoble                                    | FC Grenoble | 9                                                     | 9                                                     |                                                       |                                                       |  |  |                                                |                                                |                                                |                                                |
|  |          |                |                                             |             | FC Grenoble                                    | FC Grenoble | 9                                                     | 9                                                     |                                                       |                                                       |  |  |                                                |                                                |                                                |                                                |
|  |          |                | RC Vannes                                   | RC Vannes   | 16                                             | 16          |                                                       |                                                       |                                                       |                                                       |  |  |                                                |                                                |                                                |                                                |
|  |          |                |                                             |             | 16                                             | 16          |                                                       |                                                       |                                                       |                                                       |  |  |                                                |                                                |                                                |                                                |
|  |          |                |                                             |             |                                                |             |                                                       |                                                       |                                                       |                                                       |  |  |                                                |                                                |                                                |                                                |
|  |          |                |                                             |             |                                                |             |                                                       |                                                       |                                                       |                                                       |  |  |                                                |                                                |                                                |                                                |
|  | 2        | RC Vannes      | 27                                          | 27          |                                                |             |                                                       |                                                       |                                                       |                                                       |  |  |                                                |                                                |                                                |                                                |
|  | 2        | RC Vannes      | 27                                          | 27          | 24 mai 2024 à Béziers, au stade Raoul-Barrière |             |                                                       |                                                       |                                                       |                                                       |  |  |                                                |                                                |                                                |                                                |
|  |          |                | 3                                           | AS Béziers  | 21                                             | 21          |                                                       |                                                       |                                                       |                                                       |  |  |                                                |                                                |                                                |                                                |
|  | 3        | AS Béziers     | 3                                           | AS Béziers  | 21                                             | 21          | 33                                                    | 33                                                    |                                                       |                                                       |  |  |                                                |                                                |                                                |                                                |
|  | 3        | AS Béziers     |                                             |             |                                                |             |                                                       | 33                                                    |                                                       |                                                       |  |  |                                                |                                                |                                                |                                                |
|  | 6        | CA Brive       | 31                                          | 31          |                                                |             |                                                       |                                                       |                                                       |                                                       |  |  |                                                |                                                |                                                |                                                |
|  | 6        | CA Brive       | 31                                          | 31          |                                                |             |                                                       |                                                       |                                                       |                                                       |  |  |                                                |                                                |                                                |                                                |
|  |          |                |                                             |             |                                                |             |                                                       |                                                       |                                                       |                                                       |  |  |                                                |                                                |                                                |                                                |

#### Barrages
| Barrage 23 mai 2024 21 h | FC Grenoble | 58 - 10 (32 - 10) | US Dax | Stade des Alpes, Grenoble Diffuseur : Canal+ Sport |
| Barrage 23 mai 2024 21 h | Rapport     |                   |        | Stade des Alpes, Grenoble Diffuseur : Canal+ Sport |
| Barrage 23 mai 2024 21 h |             |                   |        | Stade des Alpes, Grenoble Diffuseur : Canal+ Sport |

| Barrage 24 mai 2024 21 h | AS Béziers | 33 - 31 (16 - 19) | CA Brive | Stade Raoul-Barrière, Béziers Diffuseur : Canal+ Sport |
| Barrage 24 mai 2024 21 h | Rapport    |                   |          | Stade Raoul-Barrière, Béziers Diffuseur : Canal+ Sport |
| Barrage 24 mai 2024 21 h |            |                   |          | Stade Raoul-Barrière, Béziers Diffuseur : Canal+ Sport |

#### Demi-finales
| Demi-finale 30 mai 2024 21 h | Provence Rugby | 22 - 23 (17 - 17) | FC Grenoble | Stade Maurice-David, Aix-en-Provence Diffuseur : Canal+ Sport |
| Demi-finale 30 mai 2024 21 h | Rapport        |                   |             | Stade Maurice-David, Aix-en-Provence Diffuseur : Canal+ Sport |
| Demi-finale 30 mai 2024 21 h |                |                   |             | Stade Maurice-David, Aix-en-Provence Diffuseur : Canal+ Sport |

| Demi-finale 31 mai 2024 21 h | RC Vannes | 27 - 21 (7-6) | AS Béziers | Stade de la Rabine, Vannes Diffuseur : Canal+ Sport |
| Demi-finale 31 mai 2024 21 h | Rapport   |               |            | Stade de la Rabine, Vannes Diffuseur : Canal+ Sport |
| Demi-finale 31 mai 2024 21 h |           |               |            | Stade de la Rabine, Vannes Diffuseur : Canal+ Sport |

#### Finale
Le RC Vannes s'impose 16 à 9 en face au FC Grenoble, grâce notamment à un essai marqué par Romaric Camou, permettant au club breton d'accéder au Top 14 pour la première fois de son histoire.
| Finale 8 juin 2024 17 h 30 | RC Vannes                                                                                          | 16 - 9 (7 - 3) | FC Grenoble                            | Stade Ernest-Wallon, Toulouse 19 000 spectateurs Arbitre : Adrien Marbot Diffuseur : Canal+ |
| Finale 8 juin 2024 17 h 30 | Essai(s) : 1 Camou (11e) Transformation(s) : 1 Lafage (12e) Pénalité(s) : 3 Lafage (55e, 58e, 69e) | Rapport        | Pénalité(s) : 3 Davies (16e, 65e, 71e) | Stade Ernest-Wallon, Toulouse 19 000 spectateurs Arbitre : Adrien Marbot Diffuseur : Canal+ |
| Finale 8 juin 2024 17 h 30 | | Rapport        |                                        | Stade Ernest-Wallon, Toulouse 19 000 spectateurs Arbitre : Adrien Marbot Diffuseur : Canal+ |

### Barrages d'accession

#### Barrage d'accession Top 14/Pro D2
| Barrage d'accession Top14/ProD2 16 juin 2024 18 h | FC Grenoble                                                                                             | 18 - 20 (18 - 14) | Montpellier HR                                                                                                | Stade des Alpes, Grenoble Diffuseur : Canal+ |
| Barrage d'accession Top14/ProD2 16 juin 2024 18 h | Essai(s) : Massa (30e), Hepetema (40e) Transformation(s) : Davies (30e) Pénalité(s) : Davies (10e, 19e) | Rapport           | Essai(s) : Lam (8e), N'Gandebe (15e) Transformation(s) : Carbonel (8e, 15e) Pénalité(s) : Carbonel (63e, 77e) | Stade des Alpes, Grenoble Diffuseur : Canal+ |
| Barrage d'accession Top14/ProD2 16 juin 2024 18 h | | Rapport           | | Stade des Alpes, Grenoble Diffuseur : Canal+ |

#### Barrage d'accession Pro D2/Nationale
| Barrage Pro D2/Nationale 2 juin 2024 15 h | RC Narbonne | 19 - 20 (12 - 10) | US Montauban | Parc des sports et de l'amitié, Narbonne Diffuseur : Canal+ Sport |
| Barrage Pro D2/Nationale 2 juin 2024 15 h | Essai(s) : 3 Chauvet (2e), Ducom (16e), Abescat-Leroy (47e) Transformation(s) : 2 Chauvet (2e, 47e) Carton(s) jaune(s) : 1 Loukia (40e+2) | Rapport           | Essai(s) : 2 Viiga (34e), Reilhac (71e) Transformation(s) : 2 Bosviel (34e, 71e) Pénalité(s) : 2 Bosviel (39e, 58e) Carton(s) jaune(s) : 1 Ahmed (62e) | Parc des sports et de l'amitié, Narbonne Diffuseur : Canal+ Sport |
| Barrage Pro D2/Nationale 2 juin 2024 15 h | | Rapport           | | Parc des sports et de l'amitié, Narbonne Diffuseur : Canal+ Sport |

## Statistiques

### Leader par journée
|     | ——  | ——  | ——  | ——  | ——  | ——  | ——  | ——  | ——  | ——  | ——  | ——  | ——  | ——  | ——  | ——  | ——  | ——  | ——  | ——  | ——  | ——  | ——  | ——  | ——  | ——  | ——  | ——  | ——  | —— |  |
| PRO | PRO | PRO | VAN | VAN | VAN | VAN | VAN | VAN | VAN | VAN | VAN | VAN | VAN | VAN | VAN | VAN | PRO | VAN | BEZ | VAN | VAN | VAN | VAN | PRO | VAN | VAN | VAN | PRO | PRO |    |  |
|     |     |     |     |     |     |     |     |     |     |     |     |     |     |     |     |     |     |     |     |     |     |     |     |     |     |     |     |     |     |    |  |
|     |     |     |     |     |     |     |     |     |     |     |     |     |     |     |     |     |     |     |     |     |     |     |     |     |     |     |     |     |     |    |  |
| 1   | 2   | 3   | 4   | 5   | 6   | 7   | 8   | 9   | 10  | 11  | 12  | 13  | 14  | 15  | 16  | 17  | 18  | 19  | 20  | 21  | 22  | 23  | 24  | 25  | 26  | 27  | 28  | 29  | 30  |    |  |

### Dernier par journée
|     | ——  | ——  | ——  | ——  | ——  | ——  | ——  | ——  | ——  | ——  | ——  | ——  | ——  | ——  | ——  | ——  | ——  | ——  | ——  | ——  | ——  | ——  | ——  | ——  | ——  | ——  | ——  | ——  | ——  | —— |  |
| GRE | GRE | GRE | GRE | BIA | ROU | ROU | ROU | ROU | ROU | ROU | ROU | ROU | ROU | ROU | ROU | ROU | ROU | ROU | ROU | ROU | ROU | ROU | ROU | ROU | ROU | ROU | ROU | ROU | ROU |    |  |
|     |     |     |     |     |     |     |     |     |     |     |     |     |     |     |     |     |     |     |     |     |     |     |     |     |     |     |     |     |     |    |  |
|     |     |     |     |     |     |     |     |     |     |     |     |     |     |     |     |     |     |     |     |     |     |     |     |     |     |     |     |     |     |    |  |
| 1   | 2   | 3   | 4   | 5   | 6   | 7   | 8   | 9   | 10  | 11  | 12  | 13  | 14  | 15  | 16  | 17  | 18  | 19  | 20  | 21  | 22  | 23  | 24  | 25  | 26  | 27  | 28  | 29  | 30  |    |  |

### Évolution du classement
| Journée →/Équipe ↓  | 1  | 2  | 3  | 4  | 5  | 6  | 7  | 8  | 9  | 10 | 11 | 12 | 13 | 14 | 15 | 16 | 17 | 18 | 19 | 20 | 21 | 22 | 23 | 24 | 25 | 26 | 27 | 28 | 29 | 30 | Q  | B | R  |
| ------------------- | -- | -- | -- | -- | -- | -- | -- | -- | -- | -- | -- | -- | -- | -- | -- | -- | -- | -- | -- | -- | -- | -- | -- | -- | -- | -- | -- | -- | -- | -- | -- | - | -- |
| SU Agen             | 6  | 13 | 6  | 4  | 4  | 4  | 9  | 8  | 11 | 7  | 10 | 7  | 10 | 10 | 10 | 11 | 8  | 11 | 9  | 11 | 10 | 7  | 11 | 10 | 10 | 10 | 12 | 12 | 13 | 13 | 5  | 0 | 0  |
| Stade aurillacois   | 2  | 4  | 12 | 14 | 11 | 15 | 11 | 12 | 12 | 13 | 8  | 6  | 9  | 7  | 9  | 7  | 7  | 7  | 8  | 6  | 9  | 6  | 10 | 11 | 11 | 11 | 11 | 13 | 10 | 9  | 5  | 1 | 0  |
| AS Béziers          | 7  | 12 | 5  | 9  | 12 | 13 | 10 | 11 | 8  | 9  | 5  | 4  | 3  | 3  | 2  | 3  | 3  | 3  | 2  | 1  | 2  | 2  | 2  | 2  | 3  | 3  | 3  | 3  | 3  | 3  | 21 | 0 | 0  |
| Biarritz olympique  | 4  | 10 | 7  | 10 | 16 | 10 | 7  | 9  | 6  | 6  | 9  | 13 | 14 | 15 | 15 | 15 | 14 | 15 | 15 | 15 | 15 | 15 | 12 | 14 | 13 | 14 | 14 | 14 | 14 | 14 | 3  | 8 | 1  |
| CA Brive            | 9  | 3  | 8  | 5  | 10 | 9  | 6  | 4  | 4  | 8  | 11 | 8  | 11 | 8  | 7  | 6  | 4  | 6  | 7  | 9  | 7  | 9  | 6  | 7  | 9  | 8  | 8  | 8  | 6  | 6  | 11 | 0 | 0  |
| Colomiers Rugby     | 12 | 11 | 13 | 8  | 14 | 12 | 13 | 10 | 7  | 5  | 6  | 9  | 8  | 9  | 6  | 8  | 10 | 8  | 6  | 7  | 6  | 8  | 8  | 8  | 7  | 9  | 9  | 9  | 9  | 10 | 5  | 0 | 0  |
| US Dax              | 15 | 15 | 14 | 15 | 7  | 11 | 14 | 14 | 13 | 10 | 14 | 10 | 7  | 11 | 11 | 12 | 9  | 9  | 10 | 8  | 8  | 10 | 7  | 6  | 4  | 6  | 5  | 5  | 5  | 5  | 7  | 3 | 0  |
| FC Grenoble         | 16 | 16 | 16 | 16 | 9  | 8  | 12 | 13 | 15 | 15 | 12 | 14 | 13 | 14 | 12 | 9  | 11 | 12 | 11 | 10 | 11 | 11 | 9  | 9  | 8  | 5  | 4  | 4  | 4  | 4  | 5  | 2 | 4  |
| Stade montois       | 10 | 14 | 15 | 13 | 8  | 5  | 5  | 3  | 3  | 3  | 2  | 3  | 5  | 5  | 4  | 4  | 5  | 5  | 5  | 5  | 4  | 4  | 4  | 4  | 5  | 4  | 6  | 6  | 7  | 8  | 23 | 1 | 0  |
| US Montauban        | 3  | 5  | 3  | 6  | 5  | 3  | 2  | 6  | 9  | 11 | 7  | 11 | 6  | 6  | 8  | 10 | 12 | 10 | 12 | 12 | 12 | 13 | 15 | 15 | 15 | 15 | 15 | 15 | 15 | 15 | 10 | 8 | 0  |
| USON Nevers         | 11 | 6  | 11 | 3  | 6  | 6  | 8  | 5  | 5  | 4  | 4  | 5  | 4  | 4  | 5  | 5  | 6  | 4  | 4  | 4  | 5  | 5  | 5  | 5  | 6  | 7  | 7  | 7  | 8  | 7  | 22 | 0 | 0  |
| Provence Rugby      | 1  | 1  | 1  | 2  | 2  | 2  | 3  | 2  | 2  | 2  | 3  | 2  | 2  | 2  | 3  | 2  | 2  | 1  | 3  | 2  | 3  | 3  | 3  | 3  | 1  | 3  | 2  | 2  | 1  | 1  | 30 | 0 | 0  |
| Rouen NR            | 14 | 9  | 10 | 12 | 15 | 16 | 16 | 16 | 16 | 16 | 16 | 16 | 16 | 16 | 16 | 16 | 16 | 16 | 16 | 16 | 16 | 16 | 16 | 16 | 16 | 16 | 16 | 16 | 16 | 16 | 0  | 1 | 25 |
| Soyaux Angoulême XV | 8  | 7  | 9  | 11 | 13 | 14 | 15 | 15 | 14 | 14 | 15 | 15 | 15 | 13 | 14 | 14 | 15 | 14 | 14 | 14 | 14 | 14 | 14 | 13 | 14 | 13 | 13 | 10 | 12 | 12 | 0  | 6 | 0  |
| Valence Romans DR   | 13 | 8  | 4  | 7  | 3  | 7  | 4  | 7  | 10 | 12 | 13 | 12 | 12 | 12 | 13 | 13 | 13 | 13 | 13 | 13 | 13 | 12 | 13 | 12 | 12 | 12 | 10 | 11 | 11 | 11 | 3  | 0 | 0  |
| RC Vannes           | 5  | 2  | 2  | 1  | 1  | 1  | 1  | 1  | 1  | 1  | 1  | 1  | 1  | 1  | 1  | 1  | 1  | 2  | 1  | 3  | 1  | 1  | 1  | 1  | 2  | 1  | 1  | 1  | 2  | 2  | 30 | 0 | 0  |

### État de forme des équipes
| Journée ╱ Équipe    | 1 | 2 | 3 | 4 | 5 | 6 | 7 | 8 | 9 | 10 | 11 | 12 | 13 | 14 | 15 | 16 | 17 | 18 | 19 | 20 | 21 | 22 | 23 | 24 | 25 | 26 | 27 | 28 | 29 | 30 |
| ------------------- | - | - | - | - | - | - | - | - | - | -- | -- | -- | -- | -- | -- | -- | -- | -- | -- | -- | -- | -- | -- | -- | -- | -- | -- | -- | -- | -- |
| SU Agen             | V | D | V | N | V | D | D | V | D | V  | D  | V  | D  | D  | V  | D  | V  | D  | V  | D  | V  | V  | D  | V  | D  | D  | D  | D  | D  | V  |
| Stade aurillacois   | V | D | D | D | V | D | V | D | V | N  | V  | V  | D  | V  | D  | V  | D  | V  | D  | V  | D  | V  | D  | D  | D  | D  | V  | D  | V  | V  |
| AS Béziers          | V | D | V | D | N | D | V | D | V | D  | V  | V  | V  | V  | V  | V  | D  | V  | V  | V  | D  | V  | D  | V  | D  | V  | D  | D  | V  | D  |
| Biarritz olympique  | V | D | V | D | D | V | V | D | V | D  | D  | D  | D  | D  | D  | D  | V  | D  | D  | V  | D  | V  | V  | D  | V  | D  | D  | V  | D  | D  |
| CA Brive            | D | V | D | V | D | V | V | V | D | D  | D  | V  | D  | V  | V  | V  | V  | D  | D  | D  | V  | D  | V  | N  | D  | V  | D  | V  | V  | V  |
| Colomiers Rugby     | D | V | D | V | D | N | D | V | V | V  | D  | D  | V  | D  | V  | D  | D  | V  | V  | D  | V  | D  | V  | D  | V  | D  | D  | V  | D  | D  |
| US Dax              | D | D | V | N | V | D | D | D | V | V  | D  | V  | V  | D  | V  | D  | V  | V  | D  | V  | V  | D  | V  | V  | V  | D  | V  | V  | V  | D  |
| FC Grenoble         | V | D | D | V | D | V | D | V | D | V  | V  | V  | V  | D  | V  | V  | D  | D  | D  | V  | D  | V  | V  | V  | V  | V  | V  | V  | V  | D  |
| Stade montois       | D | D | D | V | V | V | V | V | D | V  | V  | D  | D  | V  | V  | V  | D  | D  | V  | D  | V  | V  | D  | N  | D  | V  | D  | D  | D  | V  |
| US Montauban        | V | D | V | D | V | V | V | D | D | D  | V  | D  | V  | V  | D  | D  | D  | V  | D  | D  | D  | D  | D  | D  | D  | V  | D  | D  | V  | D  |
| USON Nevers         | D | V | D | V | D | V | D | V | D | V  | V  | D  | V  | V  | D  | V  | D  | V  | V  | V  | D  | D  | V  | D  | D  | D  | V  | D  | D  | V  |
| Provence Rugby      | V | V | V | D | V | N | D | V | V | N  | D  | V  | V  | V  | D  | V  | V  | V  | D  | V  | D  | V  | D  | V  | V  | D  | V  | V  | V  | V  |
| Rouen NR            | D | V | D | N | D | D | D | D | D | D  | V  | D  | D  | D  | D  | D  | V  | D  | V  | D  | V  | D  | V  | D  | V  | V  | D  | D  | V  | D  |
| Soyaux Angoulême XV | D | V | D | N | D | D | D | D | V | V  | D  | D  | V  | V  | D  | D  | V  | D  | V  | D  | V  | D  | V  | D  | N  | V  | V  | V  | D  | V  |
| Valence Romans DR   | D | V | V | D | V | D | V | D | D | D  | D  | V  | D  | D  | D  | V  | D  | V  | D  | V  | D  | V  | D  | V  | V  | D  | V  | D  | D  | V  |
| RC Vannes           | V | V | V | V | N | V | V | V | V | D  | V  | D  | D  | D  | V  | D  | V  | D  | V  | D  | V  | D  | D  | V  | N  | V  | V  | V  | D  | D  |

### Meilleurs réalisateurs
Le demi d'ouverture du Stade aurillacois, Antoine Aucagne, termine la saison en étant le meilleur réalisateur du championnat avec 247 points inscrits.
| Rang | Joueur            | Club              | Poste            | Points | Essais | Transf. | Pén. | Drops |
| ---- | ----------------- | ----------------- | ---------------- | ------ | ------ | ------- | ---- | ----- |
| 1    | Antoine Aucagne   | Stade aurillacois | Demi d'ouverture | 247    | 4      | 28      | 54   | 3     |
| 2    | Sam Davies        | FC Grenoble       | Demi d'ouverture | 243    | 1      | 44      | 47   | 3     |
| 3    | Samuel Marques    | AS Béziers        | Demi de mêlée    | 233    | 7      | 54      | 30   | 0     |
| 4    | Lucas Méret       | Valence Romans    | Demi d'ouverture | 233    | 0      | 47      | 40   | 3     |
| 5    | Maxime Lafage     | RC Vannes         | Demi d'ouverture | 214    | 1      | 61      | 28   | 1     |
| 6    | Jérôme Bosviel    | US Montauban      | Demi d'ouverture | 213    | 2      | 31      | 42   | 5     |
| 7    | Thomas Vincent    | SU Agen           | Demi d'ouverture | 209    | 4      | 36      | 28   | 1     |
| 8    | Ben Botica        | Soyaux Angoulême  | Demi d'ouverture | 206    | 3      | 16      | 53   | 0     |
| 9    | Thomas Girard     | Colomiers Rugby   | Arrière          | 187    | 0      | 26      | 45   | 0     |
| 10   | Romain Trouilloud | FC Grenoble       | Demi d'ouverture | 169    | 7      | 31      | 24   | 0     |

### Meilleurs marqueurs
Raffaele Costa Storti, l'ailier portugais de Béziers est le meilleur marqueur d'essai de la saisons avec 21 réalisations.
| Rang | Joueur                | Club           | Poste           | Essais |
| ---- | --------------------- | -------------- | --------------- | ------ |
| 1    | Raffaele Costa Storti | AS Béziers     | Ailier          | 21     |
| 2    | Adrien Lapègue        | Provence rugby | Ailier          | 17     |
| 3    | Gabin Lorre           | AS Béziers     | Ailier, arrière | 14     |
| 3    | Adam Vargas           | Valence Romans | Ailier          | 14     |
| 5    | Elia Elia             | USON Nevers    | Talonneur       | 13     |
| 6    | Mathis Ferté          | CA Brive       | Demi de mêlée   | 12     |
| 6    | Arthur Mathiron       | USON Nevers    | Ailier, centre  | 12     |
| 6    | Mosese Mawalu         | Valence Romans | Ailier          | 12     |
| 9    | Jope Naseara          | US Dax         | Ailier          | 11     |
| 9    | Wilfried Hulleu       | FC Grenoble    | Ailier          | 11     |
| 10   | Eroni Sau             | Stade montois  | Ailier          | 10     |
| 10   | Geoffrey Cros         | FC Grenoble    | Ailier          | 10     |
| 10   | Kaveinga Finau        | Provence rugby | Centre          | 10     |